# 高千穗大学
高千穗大学（日語漢字：高千穂大学）位于日本东京都杉并区大宮2-19-1，为日本私立大学，1950年设置，大学简称高千穂大。

## 沿革
- 1903年 （明治36年4月），川田铁弥、丰多摩郡大久保村字高马(现在的东京都新宿区新宿七丁目)高千穂学校创立。高千穂寻常高等小学校开校。
- 1907年 （明治40年4月），高千穂幼稚园开园。
- 1909年 （明治42年4月），高千穂中学校（旧制）开校。
- 1914年 （大正3年4月），高千穂高等商业学校（旧制）丰多摩郡和田堀内村字大宫开校。
- 1944年 （昭和19年3月），高千穂高等商业学校改称高千穂经济专门学校（旧制）。
- 1945年 东京大空袭，校舍烧失。
- 1946年 杉并区大宫钉（现在地）校舍搬迁。
- 1950年 （昭和25年3月），新学制发行、高千穂商科大学升格。
- 1950年 （昭和25年4月），商学会发足。
- 1953年，高千穂学校 创立50周年。
- 1959年，创设者川田铁弥逝去。
- 1963年，高千穂小学校休校。
- 1966年 （昭和41年4月），经理研究所设置。
- 1966年 （昭和41年5月），高千穂学校、高千穂学园法人名改称。
- 1972年 （昭和47年4月），语学研究所设置。
- 1968年，高千穂中学校休校。
- 1973年，高千穂高等学校休校。
- 1987年 （昭和62年4月），三研究（修）所、综合研究所设置。
- 1990年 （平成2年4月），商学部 经营学科设置。
- 1996年 （平成8年4月），大学院 经营学研究科（修士课程）设置。
- 1998年 （平成10年4月），大学院 经营学研究科（博士后期课程）设置。
- 2001年 （平成13年4月），高千穂大学校名改称。经营学部设置。
- 2003年 （平成15年5月），高千穂学园 创立100周年。
- 2007年 （平成19年4月），人间科学部 人间科学科设置。

## 院系

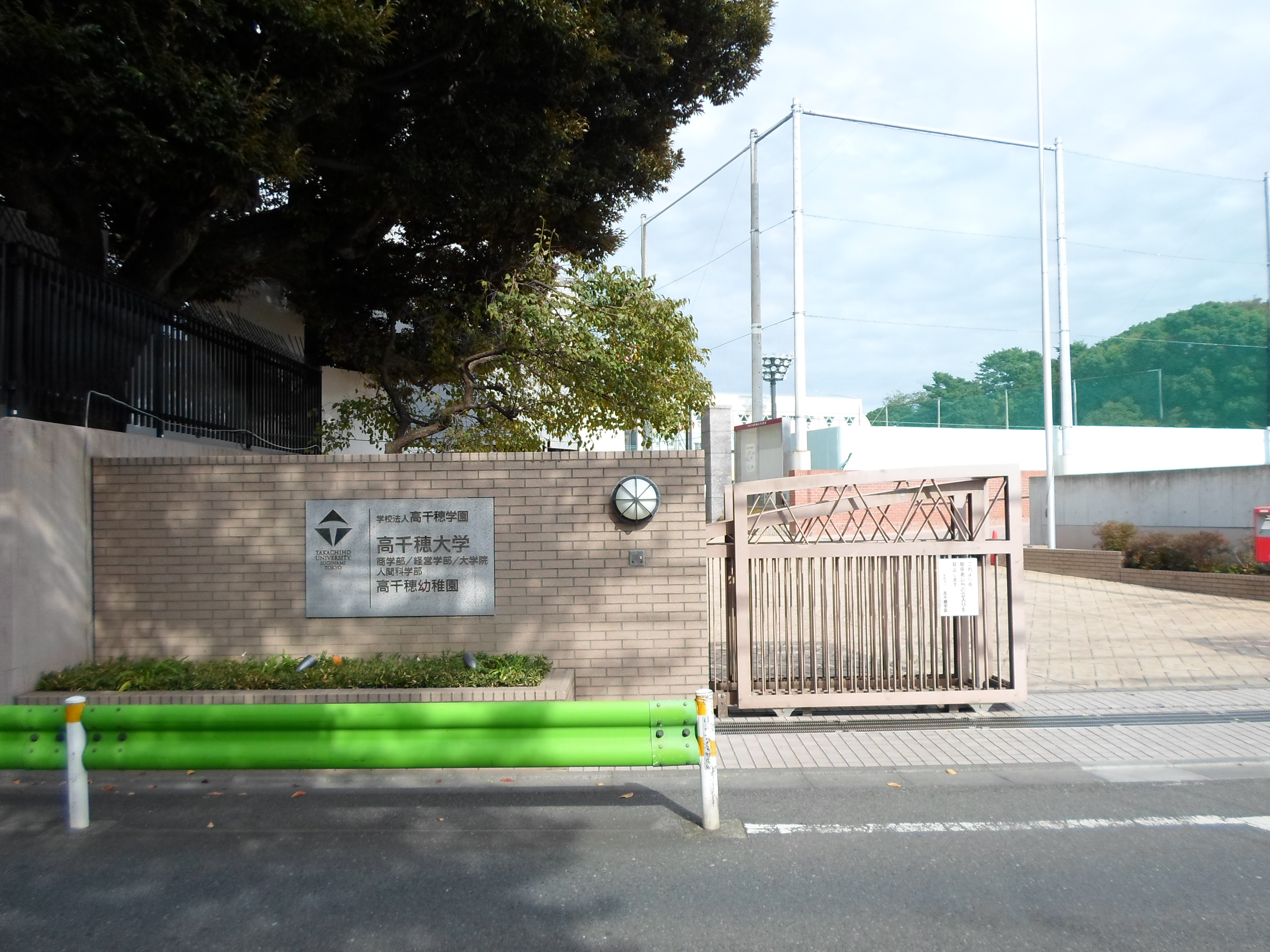
高千穂大学

### 学部
- 商学部
- 经营学部
- 人间科学部

### 学科
- 商学科
  - 金融
  - 会计

- 经营学科
  - 企业经营
  - 法务经营
  - 企业·事业承継

- 人间科学科
  - 人间科学专攻
  - 儿童教育专攻

### 大学院修士课程
- 经营学研究科
  - 经营学分野
  - 金融分野
  - 会计学分野

- 特别研究生

### 大学院博士后期课程
- 经营学研究科
  - 经营学分野
  - 会计学分野